# Athemus bilyi
Athemus bilyi es una especie de coleóptero de la familia Cantharidae.

## Distribución geográfica
Habita en Nepal.